# 제시 오언스
제임스 클리블랜드 "제시" 오언스(James Cleveland "Jesse" Owens, 1913년 9월 12일 ~ 1980년 3월 31일)는 미국의 육상 경기 선수이다.
앨라배마주 오크빌에서 태어났으며, "제시"는 그의 성명 첫글자 J.C를 딴것이다. 7세 때 가족과 함께 오하이오주 클리블랜드로 이주하였고, 오하이오 주립 대학교에서 수학하는 동안 육상 경기에서 뛰어난 실력이 있었다.
1935년 미시간주 앤 아버에서 열린 대학 육상 대회에서 3개의 세계 기록을 깼다. 그의 육상 경력 기간 동안에 7개의 세계 신기록을 세웠다.
독일 베를린에서 열린 1936년 하계 올림픽에서 100m, 200m, 400m계주, 멀리뛰기 종목에서 우승하여 4관왕을 달성하였다.
아리안 인종의 우수성을 주장하던 아돌프 히틀러가 그를 비롯한 흑인 선수들과 악수를 거절했다고 널리 알려져 있으나 이미 당시부터 오언스는 이를 부정하며 히틀러가 자신의 우승 직후에 자신과 악수하지 못한 것은 일정 문제 때문이었으며 경기장을 떠나기 전 자신을 발견하고 손을 흔들기까지 했다고 말했다. 또한 당시 올림픽 관중이었으며 후에 영국 전투기 조종사로 유명해진 에릭 브라운은 다큐멘터리에서 히틀러가 후에 오언스와 악수하면서 그의 성취를 치하하는 걸 직접 목격했다고 증언했다.
스포츠계를 떠난 후에는 공보 활동을 시작하였으며, 특히 청소년들을 위한 공동 사회일을 하였다. 넓은 여행을 하면서, 페어플레이, 깨끗한 생활, 애국심 등을 후원하는 많은 연설을 하였다. 그는 육상 경기가 인종과 정치 문제를 해결하는 데, 도움이 되리라 믿었다.
1980년 애리조나주 투산에서 폐암으로 사망하였다.